# TI-33

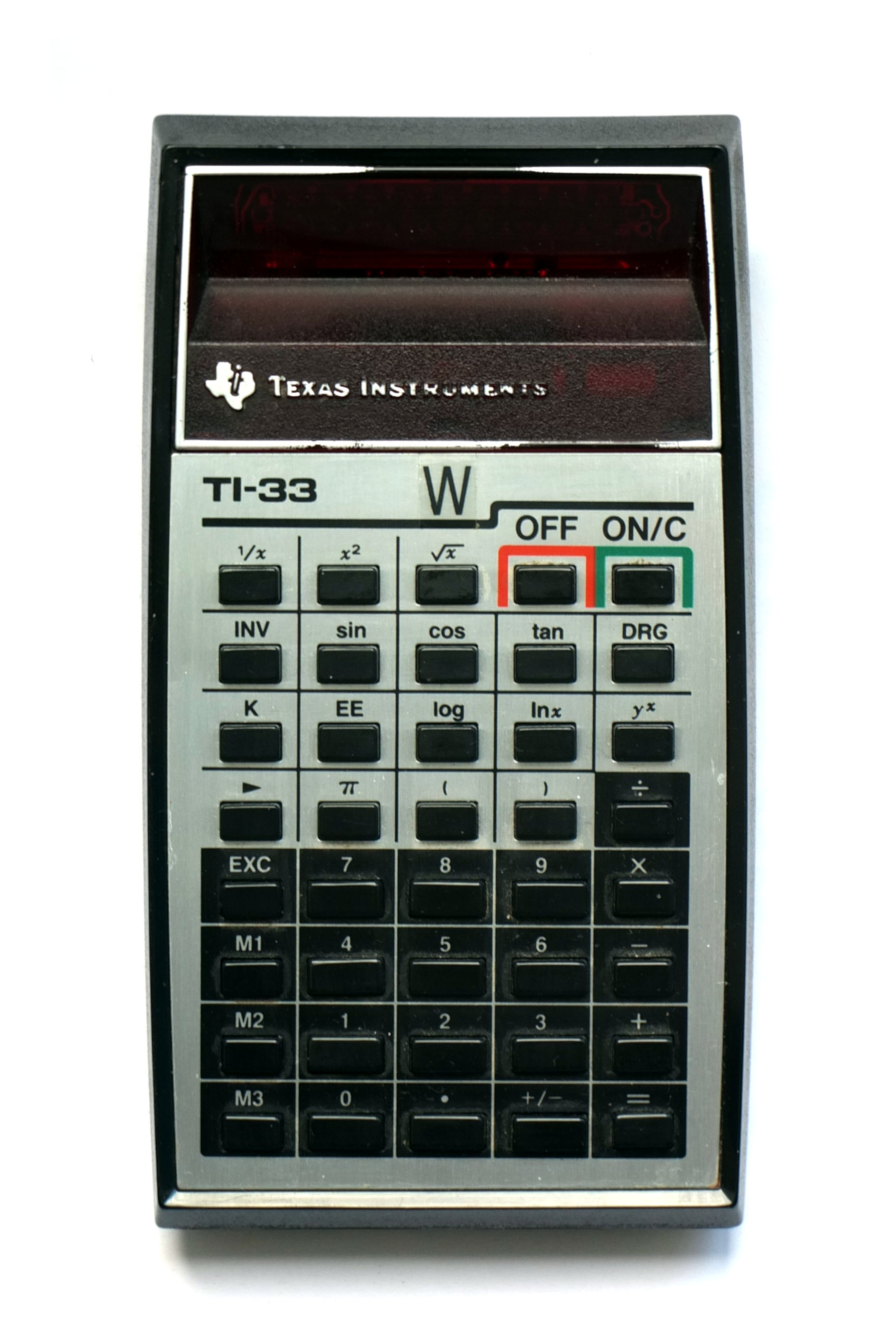
TI-33 von 1977 im Mai 2019 –
nach 42 Jahren defektfreier Nutzung

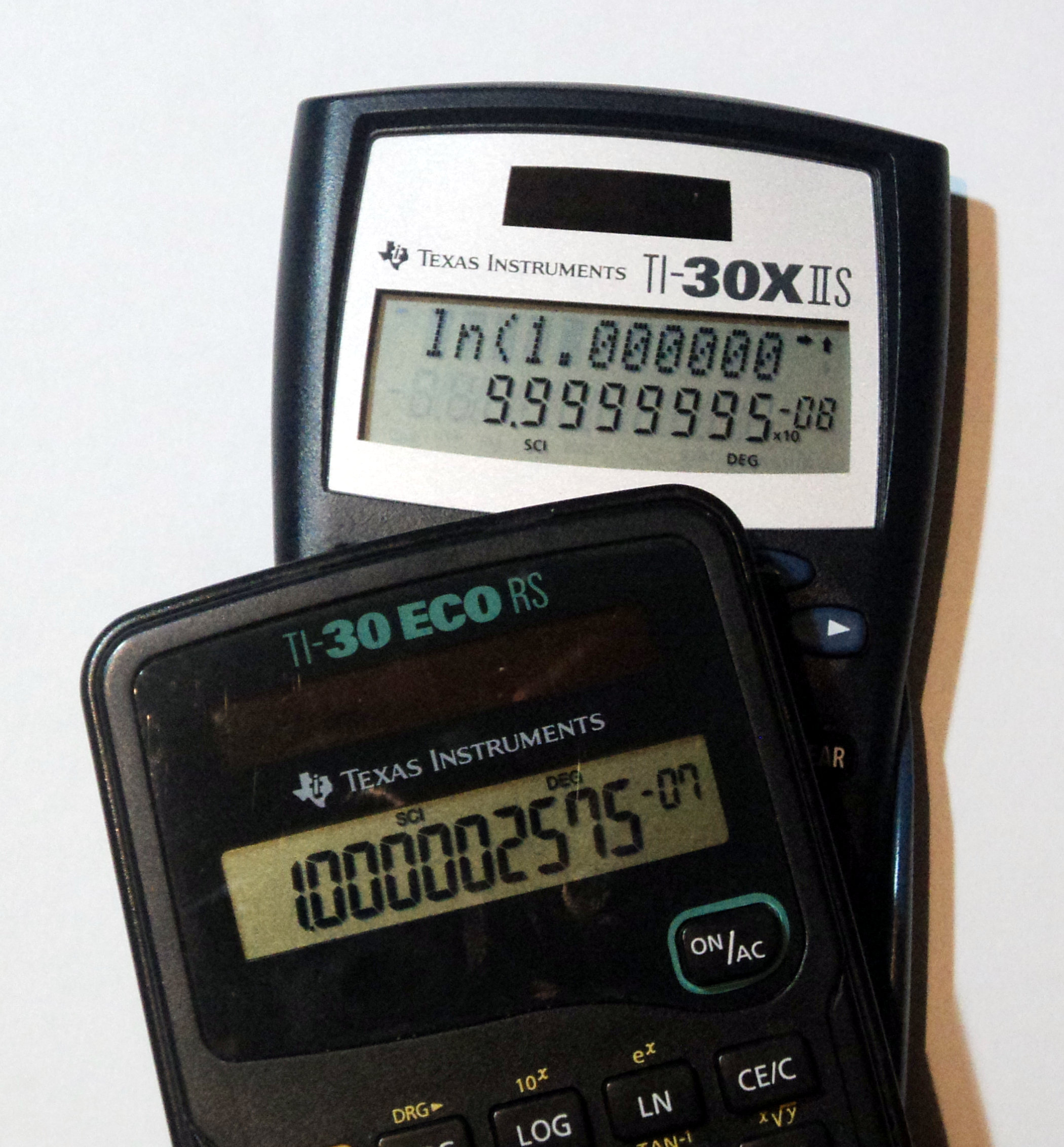
Der sogenannte „Logarithm Bug“ im Schwestermodell TI-30 – berechnet wurde jeweils der Wert von ln(1.0000001)

Der TI-33 war ein in Schulen verbreiteter Taschenrechner von Texas Instruments von 1977. Gegenüber dem einfacheren Grundmodell TI-30 aus dem Vorjahr war er vor allem mit drei Speicherplätzen statt nur einem ausgestattet und verzichtete dafür auf eine Prozent-Taste. Er wurde vornehmlich für den Markt in Europa entwickelt und hatte kein amerikanisches Gegenstück.
Wie der TI-30 verfügte er über ein LED-Display, das mehr Strom verbrauchte, als die später üblichen Flüssigkristallanzeigen (LCD bzw. LC-Displays). Statt Batterie wurde er aber mit einem aufladbaren 9-Volt-Block vertrieben.
Während im TI-30 ursprünglich noch der von Texas Instruments selbst entwickelte und hergestellte Chip TMC0981 zum Einsatz kam, erhielt der für Europa bestimmte TI-33 den ebenfalls von TI produzierten TMC0984.
Funktionen
- 8/5+2-stellige Anzeige
- Rechnung intern mit 11+2-stelligem Zahlenformat
- Kehrwert (1/x), Quadratzahl (x²) und -wurzel (√)
- Trigonometrische Funktionen (Sinus, Kosinus, Tangens) im Gradmaß (DEG), Bogenmaß (RAD) oder Gon (GRAD) incl. Arkusfunktionen (arcsin, arccos, arctan)
- Zehner- ({\displaystyle \log }) und natürlicher ({\displaystyle \ln }) Logarithmus
- Potenzfunktion {\displaystyle y^{x}}
- Kreiszahl-Taste ({\displaystyle \pi \approx 3{,}141592653589793\ldots })
- Konstanten-Automatik für die vier Grundrechenarten und die Potenzfunktion
- Drei Datenspeichertasten (M1, M2, M3) mit Saldiertaste
- AOS-Eingabe (Texas Instruments Algebraic Operation System) mit Beachtung der Operatorrangfolge, zusätzlich:
- Klammertasten für max. 4 gleichzeitig offene Operationen

## Rechenfehler
Wie in vielen TI-Taschenrechnern produziert auch die Software des TI-33 kleine Rechenfehler aufgrund nicht sorgfältig gestalteter numerischen Näherungsverfahren, vor allem in transzendenten Funktionen wie Logarithmus.